# 시바코엔역
시바코엔역(일본어: 芝公園駅, しばこうえんえき)은 일본 도쿄도 미나토구에 있는 철도역이다.

## 역 구조
상대식 승강장 2면 2선의 지하역이고 승강장은 직선이다. 미타 방향과 오나리몬 방향의 승강장 끝에 개찰구가 있다.
배리어 프리 시설로서, 에스컬레이터나 다기능 화장실과 2011년 2월 11일부터 엘리베이터의 사용이 개시되었다.

### 승강장
| 1 | 도영 지하철 미타 선 | 메구로・히요시 방면     |
| 2 | 도영 지하철 미타 선 | 니시타카시마다이라 방면 |

당역과 미타 역 사이에 분기기가 있다. 2000년 9월 25일까지는 미타 선이 미타에서 멈췄기 때문에 분기기와 2층식의 미타 역 사이가 병렬 운전과 같은 형태로 미타행은 당역에서 미타 역의 3번 선과 4번 선에 들어가는 열차가 배정되고 있었다. 현재, 정기 운행표에서는 사용되지 않는다.

## 역 주변
- 게이오기주쿠 대학
- 국도 제15호선
- 도영 지하철 오에도 선 아카바네바시 역
- 도쿄 프린스 호텔
- 도쿄 타워
- 도쿄 KAL 빌딩(대한항공 도쿄지점)
- 동조궁
- 메르파르크 도쿄
- 미나토구청
- 미나토시바산 우체국
- 시바 공원
- 시바파크 호텔
- 아타고 그린 힐스
- 조조지

### 버스 노선
근처의 정류소는 다음과 같다.
시바조노바시
- 도에이 버스 (도쿄 도 교통국)
  - 미야코 06: 다이몬역 경유 신바시역 행 / 시부야역 행

시바코엔역
- 미나토 구 마을 버스 "치 버스" (후지 익스프레스)
  - 시바 루트 미나토 구청・도라노몬 2초메 경유 신바시 역 행 / 다마치역 히가시구치 행
  - 아자부 루트 히가시아자부 2초메・롯폰기 5초메・롯폰기 힐스 방면

## 역사
- 1973년 11월 27일: 영업 개시.
- 1978년 7월 1일: 6호선을 미타 선으로 노선명 변경.

## 사진

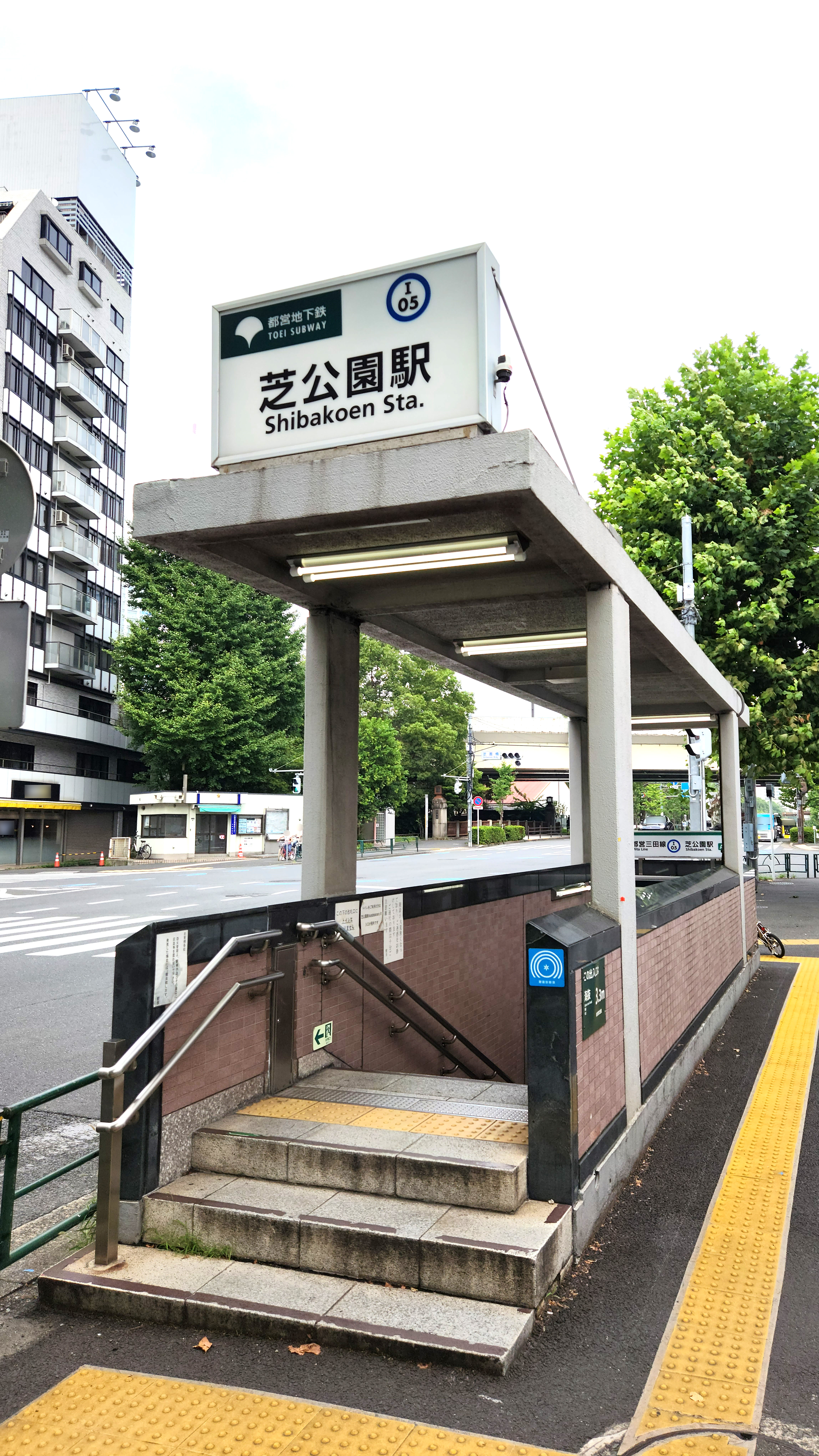
A1 출입구(2023년 9월)
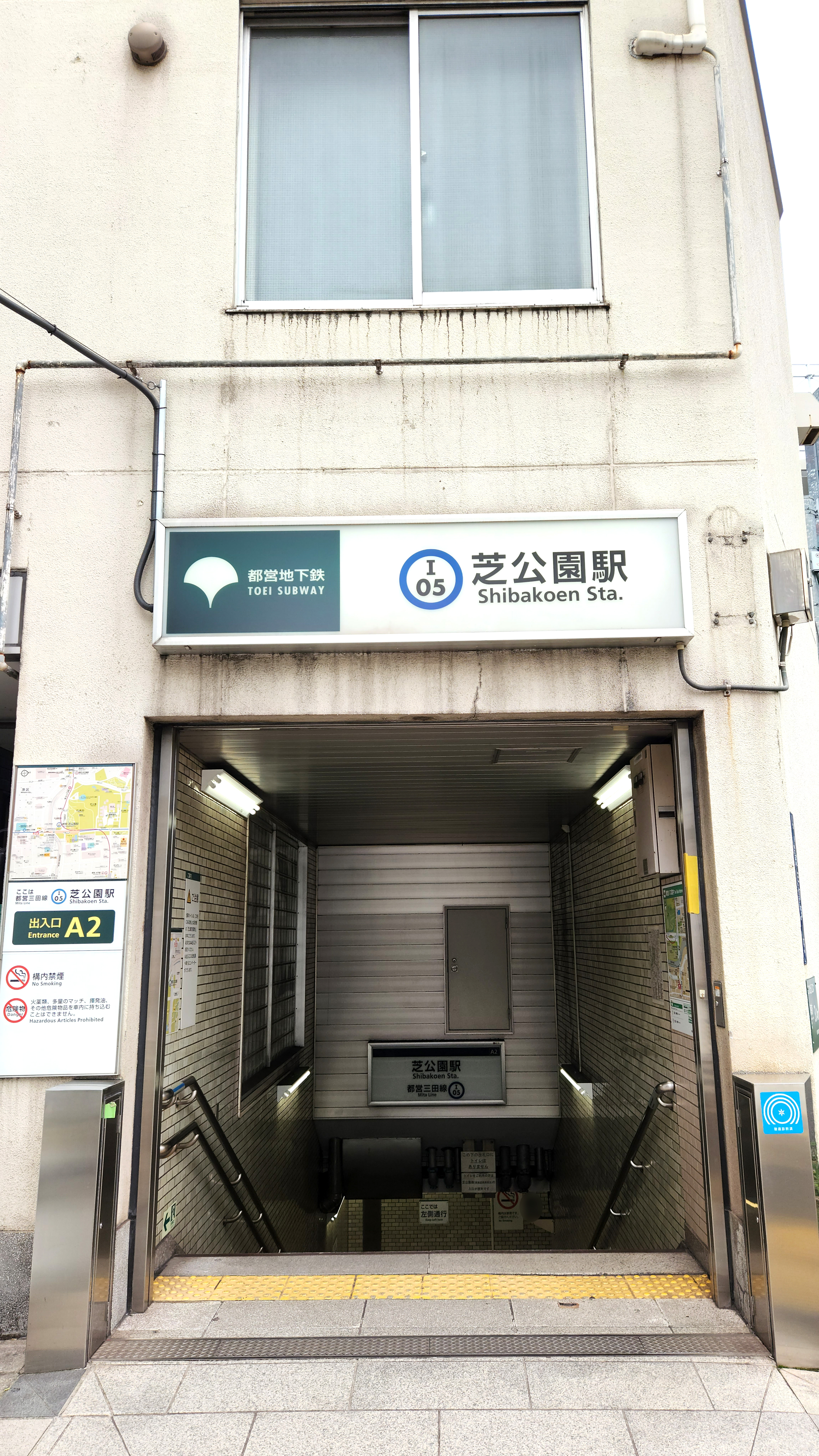
A2 출입구(2023년 9월)
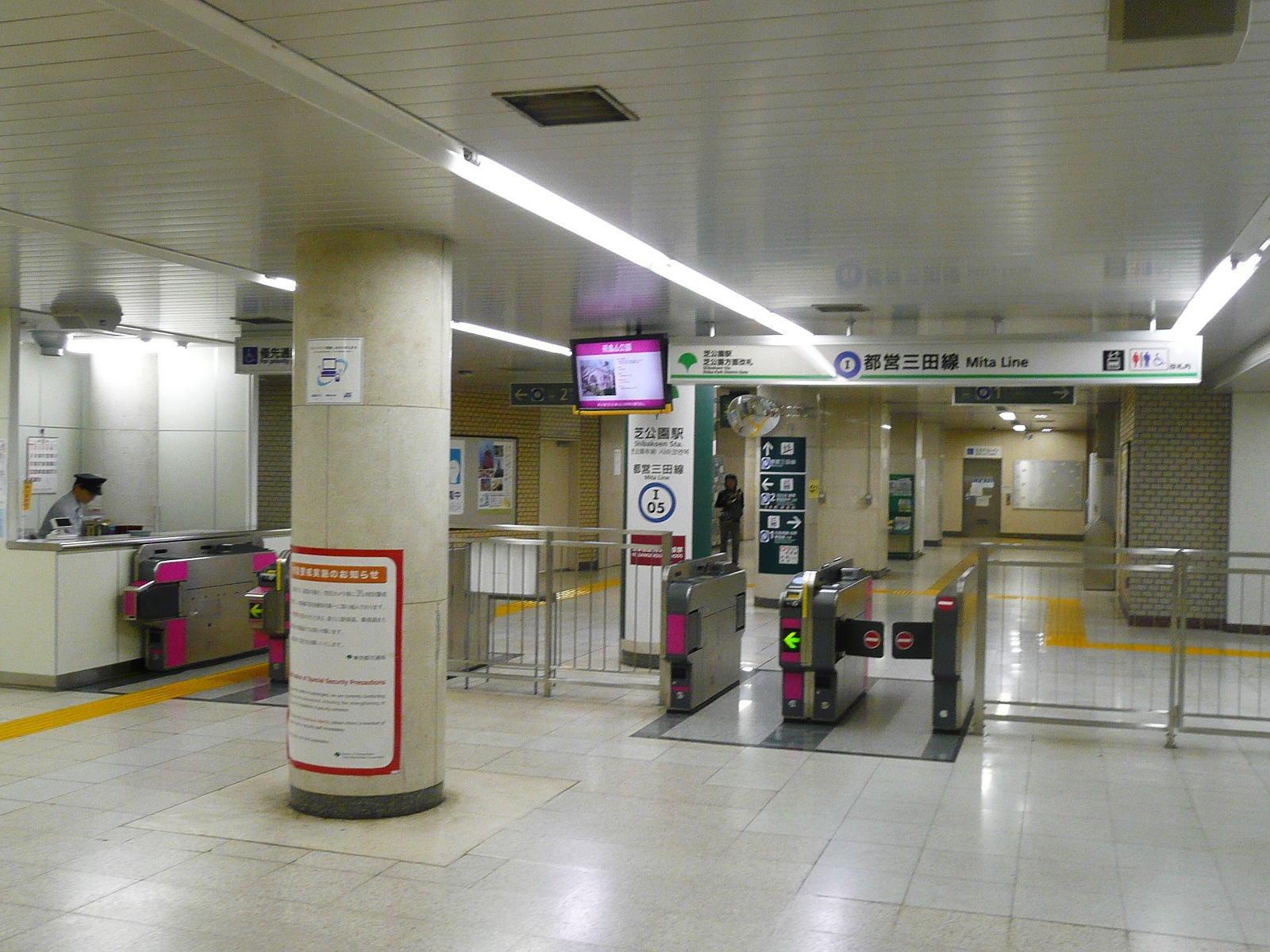
개찰구

## 인접역
| 도쿄 도 교통국 미타 선 | 도쿄 도 교통국 미타 선 | 도쿄 도 교통국 미타 선                |
| ---------------------- | ---------------------- | ------------------------------------- |
| I 04 미타 메구로 방면  | 미타 선                | 오나리몬 I 06 니시타카시마다이라 방면 |